# La vera storia di Lady D
La vera storia di Lady D (Diana: Her True Story) è una miniserie televisiva in due puntate coprodotta da Regno Unito, Francia, Germania e Spagna nel 1993, e diretta da Kevin Connor. Tratta dal bestseller biografico di Andrew Morton, Diana - La sua vera storia, scritto con la collaborazione della stessa Principessa di Galles, la miniserie esplora i retroscena della coppia più famosa del XX secolo, quella del Principe Carlo e della giovane Lady Diana Spencer, interpretata dall'ex modella Serena Scott Thomas.
Acquistata da Rai 2 per la cifra record di 900 milioni di lire, venne trasmessa in prima serata il 2 e 4 marzo 1993 con uno share del 21,11% e oltre 6 milioni di spettatori.

## Trama
La giovane Diana, figlia minore del Conte Spencer, appartenente ad una delle famiglie più antiche e nobili della Gran Bretagna, trascorre un'infanzia difficile a causa dell'abbandono della madre, Lady Frances, innamoratasi di un altro uomo. Cresciuta con il sogno romantico di sposare un principe, la giovane, durante una battuta di caccia, conosce l'erede al trono britannico, Carlo, che ha una relazione con la sorella Sarah. Il fascino e la spontaneità della giovane, appena diciottenne, catturano l'attenzione del Principe e quella di tutta la corte. La Regina Elisabetta, appoggiata dal marito Filippo e dalla Regina madre, spinge il figlio, ormai da anni pronto per il matrimonio, a chiedere Diana in sposa, trovandola perfetta per il ruolo di Principessa e futura Regina. L'annuncio del fidanzamento arriva nel febbraio 1981. Il 29 luglio dello stesso anno, nella St. Paul's Cathedral a Londra, la coppia si unisce in matrimonio.
Ma dietro l'apparente favola si nasconde una realtà ben diversa: Carlo ha un rapporto profondo e sospetto con un'altra donna, Camilla Parker-Bowles, e Diana non sopporta i continui incontri tra i due. La gelosia e l'indifferenza del marito, e con lui dell'intera famiglia reale, che dopo averla accolta a braccia aperte inizia a respingerla, la portano alla depressione e alla bulimia. Ma in pubblico la giovane si mostra sempre sorridente e piena di vita, tanto da conquistarsi l'amore degli Inglesi e del mondo intero. Invidioso della popolarità della giovane moglie, che guadagna sempre la prima pagina dei giornali a suo discapito, Carlo le si allontana sempre di più, rifugiandosi dall'unica donna che veramente ama, Camilla. Nemmeno l'arrivo del primogenito William, e poi di Harry, riesce a rinsaldare il rapporto tra i due, che si logora progressivamente. Diana si estrania dalla vita di palazzo, e rivolge le sue attenzioni alle opere di beneficenza e al supporto ai malati di AIDS, ottenendo sempre il consenso del popolo e della stampa. Dopo 11 anni di matrimonio, contraddistinti da scandali e relazioni adultere da parte di entrambi, nel 1992 la coppia reale decide di comune accordo di separarsi, per meglio attuare i propri propositi sociali e crescere i figli senza l'ombra dei litigi che fino ad allora avevano avvelenato la loro vita familiare.

## Produzione
A partire dal 1981, data del suo matrimonio con il Principe Carlo, Lady Diana è stata un'importante protagonista della scena mondiale. La sua vita una volta divenuta Principessa di Galles è stata ossessivamente documentata e spiata dai media, trasformandosi lentamente da favola in tragedia.
Nessuno infatti sospettava dei dissidi che esistevano all'interno della coppia reale, né della profonda infelicità di Diana, legata ad un uomo che non l'amava e ad una famiglia che le si dimostrava sempre più ostile. Questo fino alla primavera del 1992, quando nelle librerie inglesi venne distribuita la biografia di Andrew Morton, Diana - La sua vera storia, che subito diventò un bestseller. Il libro venne pubblicato in 88 paesi e tradotto in 22 diverse lingue, mettendo tutto il mondo al corrente di come quell'unione idilliaca fosse in realtà una menzogna.
Poco dopo l'uscita del libro, il produttore statunitense Martin Poll si dimostrò interessato all'argomento e acquistò i diritti della biografia, accettando che lo stesso Morton, cronista di corte e fonte autorevole in materia, partecipasse al progetto come produttore associato e consulente. Il libro era infatti denso di dettagli intimi e precisi, ottenuti grazie a colloqui segreti con la stessa Diana, che aveva dato sfogo al suo dolore registrando su nastro le risposte alle domande di Morton. La veridicità dell'opera era quindi autentica e tale andava preservata. Martin Poll ha dichiarato:
"La miniserie delinea lo psicodramma di una giovane donna messa in crisi dalle rigide regole sociali della Famiglia Reale, e dalla mancanza di amore per il Principe consorte. Diana è infelice, soffre di anoressia, tenta più volte il suicidio. Con grande volontà, attraverso l'impegno sociale, ritrova l'equilibro psicofisico e la forza di rifiutare la logica degli intrighi di palazzo".
Altri consulenti hanno quindi revisionato tutta la sceneggiatura, adattata dal libro di Morton da Stephen Zito, per accertarsi del corretto uso del protocollo, dello svolgimento dei fatti e del giusto stile dei dialoghi.

### Cast
Per il ruolo di Lady Diana venne scelta Serena Scott Thomas, sorella minore di Kristin Scott Thomas, attrice alle prime esperienze in seguito al fianco di Pierce Brosnan in Il mondo non basta, diciannovesimo film della saga dell'agente 007. David Threlfall, attore della Royal Shakespeare Company di Londra con una nomination al Tony Award, interpretò il Principe Carlo grazie anche ad una straordinaria somiglianza. Prima dell'inizio delle riprese, i due protagonisti si sono documentati sulla storia della Famiglia Reale, studiando filmati d'epoca e documentari, per entrare meglio nella parte ma anche per evitare di cadere nella caricatura. Serena Scott Thomas ha dichiarato:
"Ho avuto solo 10 giorni per studiare il personaggio di Diana. E ho puntato sui suoi risvolti psicologici più che sull'apparenza fisica. La popolarità immediata, superiore a quella del marito, è la forza di Diana, che si è illusa di potersi comportare come una moglie normale e non come la consorte dell'erede al trono d'Inghilterra. Quanto alla separazione non aveva scelta, io sarei diventata pazza a stare accanto a un uomo che pensa continuamente alla sua Camilla".
Numerosi i vestiti confezionati per l'intero cast, in quanto, come spiegò il produttore Poll, "pochi sanno che i membri della Famiglia Reale si cambiano quattro volte al giorno". Per rappresentare questo sfarzoso stile di vita, e per dare alla miniserie la verosimiglianza necessaria, c'era quindi bisogno di un guardaroba vasto e adatto ad ogni tipo di occasione: balli, cerimonie, visite di stato, viaggi all'estero, vacanze. Ne risultarono centoventi abiti per Diana, inclusa una riproduzione del suo abito da sposa, e sessanta completi per Carlo, tra cui l'alta uniforme. A completare il tutto, repliche di gioielli, diademi e decorazioni militari.

### Location
Le riprese sono iniziate nell'ottobre 1992 in Inghilterra, nel Berwickshire, proseguendo nei mesi successivo in Scozia, Australia e Svizzera.
A Manderston House, la lussuosa residenza in stile edoardiano di Lord e Lady Palmer, situata sulla costa scozzese vicino a Duns, e a Pitville Pump, maestoso palazzo costruito nell'800 a Cheltenham, vennero girate le scene ambientate a Buckingham Palace.
A Hill Court, costruita alla fine del '600 e situata vicino a Gloucester, vennero invece ricreati gli interni di Kensington Palace, residenza londinese di Carlo e Diana. I suoi famosi giardini, ricchi di rose e conifere, divennero nella miniserie quelli di Highgrove, casa di campagna di Carlo.
Nella tenuta di Dorney Court, nel Buckinghamshire, vennero ricreate le drammatiche sequenze d'apertura ambientate ad Althorp, la tenuta della famiglia Spencer. 
Il castello di Eastnor, a Lendbury, nell'Inghilterra occidentale, fu invece la residenza estiva della Famiglia Reale, Balmoral, la tenuta di Sandringham, dove la Regina trascorre solitamente le vacanze natalizie, e il castello di Windsor. Imponente edificio in stile medievale, progettato agli inizi dell'800 da Robert Smirke, architetto del Covent Garden e del British Museum, il castello di Eastnor vanta una preziosa collezione di dipinti, oltre a tappezzerie e incisioni antiche, e venne concesso come luogo per le riprese dalla sua proprietaria, che viveva in un'ala del castello con il marito.

## Distribuzione
La miniserie venne presentata il 7 febbraio 1993 al 33º Festival della televisione di Montecarlo.
L'anteprima, alla quale partecipò anche Andrew Morton, si svolse a Villa Ephrussi de Rothschild, a Saint-Jean-Cap-Ferrat, in Francia, dove giornalisti e direttori televisivi assistettero all'intera proiezione. Le critiche furono per lo più negative, ma ciò non impedì a diverse televisioni straniere di acquistare subito i diritti di trasmissione.

### All'estero
In Inghilterra, la miniserie andò in onda in un'unica serata il 16 febbraio 1993 sulla rete satellitare inglese Sky Channel. Il dramma di tre ore fece registrare il 20,3% di share, record assoluto di ascolto nella storia del network.
Negli Stati Uniti, le due puntate vennero invece trasmesse in prima serata il 4 e 5 aprile 1993 sul canale NBC.
Tra gli altri paesi che trasmisero la miniserie ci furono Francia, Germania, Spagna, Australia, Polonia, Grecia, Repubblica Ceca e Ungheria.

### In Italia
Gianpaolo Sodano, direttore di Rai 2 e presidente della giuria che esaminava i prodotti televisivi in concorso a Montecarlo, si aggiudicò l'acquisto della miniserie, sulla quale anche Mediaset aveva mostrato interesse, per 900 milioni di lire. Compiaciuto della sua scelta, Sodano dichiarò:
"Si tratta di un prodotto di grande qualità, ben girato e interpretato. Il film è un grande feuilleton, una grande storia d'amore tormentata vista, come nel libro di Morton, dalla parte di Lady Diana. Alcuni protagonisti, come l'attore che interpreta Carlo, sono molto somiglianti".
Le due puntate vennero trasmesse poco dopo l'acquisto, il 2 e 4 marzo, in prima serata su Rai 2, sbaragliando la concorrenza di Canale 5, che, perduta la miniserie, aveva acquistato e progettava di trasmettere nella stessa data il film della ABC Carlo e Diana - Scandalo a corte.
La vera storia di Lady D ebbe ascolti altissimi: la prima puntata ebbe uno share del 21,11% e 6 milioni 369 000 spettatori, e la seconda confermò il successo con uno share del 19,77% e 5 milioni 989 000 telespettatori.
Nonostante l'ottimo risultato raggiunto, non mancarono le critiche: Amedeo d' Aosta, che per caso aveva seguito il programma, si mostrò deluso e amareggiato dalla sceneggiatura ridicola e dalle interpretazioni esagerate dei protagonisti.

## Curiosità
- La miniserie era ancora in fase di produzione quando il Parlamento inglese, attraverso la voce del primo ministro John Major, annunciò la separazione tra Carlo e Diana. Tuttavia la scena finale, che ricostruisce l'incontro tra la Regina, il Principe Filippo e i Principi di Galles, dove insieme si accordano per una separazione non ufficiale, era già stata girata.[24]
- La miniserie venne replicata sotto forma di film televisivo, con una durata inferiore ai 185 minuti totali, il 2 settembre 1997, poco dopo la notizia della morte di Diana.[25] Gli ascolti, ancora una volta, furono altissimi: con uno share del 27,76% e 5 milioni 786 000 telespettatori, il film si confermò il programma più seguito della fascia serale.[26] Lo stesso film venne replicato l'anno successivo, il 31 agosto 1998, in occasione del primo anniversario della scomparsa della Principessa.[27][28]